# Georg Jarno
Georg Jarno (ungerska: György Cohner), född 3 juni 1868 i Buda (i dåvarande Österrike-Ungern), död 25 maj 1925 i Breslau, var en österrikisk tonsättare (mestadels av operetter) av ungersk börd.

## Biografi
Efter studenten studerade Jarno musik i Buda, varefter han försökte sig på en karriär som operakompositör i Tyskland. Han arbetade som kapellmästare i Bremen, Gera, Halle, Metz, Liegnitz, Chemnitz och Magdeburg. Den 12 maj 1895 fick han sin opera Die schwarze Kaschka uppförd i Breslau. Då den blev populär hos publiken skrev han sin andra opera Der Richter von Zalamea 1899. I Hamburg 1903 uppfördes operan Der zerbrochene Krug, men då den inte blev den förväntade succé omarbetade han den till den nya titeln Johanniszauber.
1907 följde Georg Jarno med sin två år äldre bror Josef Jarno till Wien. 1899 hade Josef blivit teaterchef på Theater in der Josefstadt och gift sig med sångerskan Johanna Niese. Josef sökte efter en kompositör som kunde skriva en operett till henne. Tillsammans med skådespelaren Bernhard Buchbinder komponerade Georg Jarno operetten Die Försterchristl. Den 17 december 1907 hade verket premiär på Theater in der Josefstadt. Verket blev en stor succé - inte bara för Jarno utan även för hans svägerska som därmed fick sitt genombrott. Jarno hade nu möjligheten att som frilansande kompositör kunna leva på sin musik och Buchbinder blev hans librettist. Die Försterchristl sattes upp på Broadway i New York 1910 under titeln The Girl and the Kaiser.
Hans senare operetter Das Musikantenmädel, Das Farmermädchen och Jungfer Sonnenschein togs emot väl medan Die Marine-Gustl, Mein Annerl, Der Goldfisch och  Die Csikosbaroness inte kunde leva upp till publikens krav. Mycket av operetternas framgång berodde dessutom på svägerskan Johanna Nieses rolltolkningar.
Jarno hade en förkärlek för att introducera historiska personer i sina operetter: Kejsare Josef II i Die Försterchristl, Prins Eugen av Savojen i Jungfer Sonnenschein, Josef Haydn i Das Musikantenmädel.
Mot slutet av sitt liv flyttade Jarno tillbaka till Breslau, där han avled 1925.

## Verk

### Operor
- Die schwarze Kaschka, Opera i fyra akter, Libretto: Viktor Blüthgen, Uruppförd 1895 i Breslau
- Der Richter von Zalamea, Opera i fyra akter, Libretto: Viktor Blüthgen efter Pedro Calderón de la Barca, Uruppförd 1899 i Breslau
- Der zerbrochene Krug, Komisk opera i tre akter, Libretto: Heinrich Lee efter lustspelet med samma namn av Heinrich von Kleist, Uruppförd 1903 i Hamburg
- Johanniszauber, Komisk opera i tre akter (Omarbetning av operan Der zerbrochene Krug), Uruppförd 1911 i Hamburg

### Operetter
- Der Goldfisch, Libretto: Richard Jäger, Uruppförd 1907 i Breslau
- Die Försterchristl, Libretto: Bernhard Buchbinder, Uruppförd den 17 december 1907 på Theater in der Josefstadt i Wien
- Das Musikantenmädel, Libretto: Bernhard Buchbinder, Uruppförd 1910 på Theater in der Josefstadt i Wien,
- Die Marine-Gustl, Libretto: Bernhard Buchbinder, Uruppförd 1912 i Wien
- Das Farmermädchen, Libretto: Georg Okonkowski, Uruppförd 1913 i Berlin
- Mein Annerl, Libretto: Fritz Grünbaum och Wilhelm Sterk, Uruppförd 1916 i Wien
- Jungfer Sonnenschein, Libretto: Bernhard Buchbinder, Uruppförd 1918 i Hamburg
- Die Csikosbaroness, Libretto: Fritz Grünbaum, Uruppförd 1919 i Hamburg